# Torkil Veyhe
Torkil Veyhe, né le 9 janvier 1990 à Tórshavn, est un coureur cycliste féroïen et danois.

## Biographie
Torkil Veyhe commence sa carrière cyclistes sur les Îles Féroé. Multiple champion national, il s'est imposé à six reprises sur le Tour des Îles Féroé. Il a également remporté plusieurs médailles dans des éditions des Jeux des Îles. 
En 2012, il commence à courir au Danemark, où il mène des études d'ingénieur. Diplôme de l'université d'Aarhus en 2014, il prolonge son cursus avec un master en sciences et génie des matériaux en 2016. 
En juillet 2016, il prend part au Tour du Danemark sous les couleurs d'une sélection nationale danoise. Lors de la troisième étape, il participe à une échappée et reçoit le prix de la combativité,. Il rejoint ensuite l'équipe continentale ColoQuick-Cult pour la saison 2017. Sous ses nouvelles couleurs il est sélectionné pour participer aux championnats d'Europe de cyclisme sur route.
Fin 2020, il met un terme à sa carrière à 30 ans.

## Palmarès
- 2005
  - 3e du championnat des Îles Féroé du contre-la-montre
- 2007
  - 2e du Tour des Îles Féroé
- 2008
  - 2e du Tour des Îles Féroé
- 2009
  -  Champion des Îles Féroé sur route
  -  Champion des Îles Féroé du contre-la-montre
  - Tour des Îles Féroé :
    - Classement général
    - 3e étape
- 2010
  - Tour des Îles Féroé :
    - Classement général
    - 2e étape
- 2011
  - 1re étape du Tour des Îles Féroé
- 2012
  -  Champion des Îles Féroé sur route
  -  Champion des Îles Féroé du contre-la-montre
  - Tour des Îles Féroé :
    - Classement général
    - 2e, 3e et 4e étapes
- 2013
  -  Médaillé d'argent de la course en ligne des Jeux des Îles
  -  Médaillé d'argent du contre-la-montre des Jeux des Îles
- 2014
  - Tour des Îles Féroé :
    - Classement général
    - 2e, 3e et 5e étapes
- 2015
  -  Champion des Îles Féroé sur route
  -  Champion des Îles Féroé du contre-la-montre
  -  Médaillé d'or du contre-la-montre des Jeux des Îles
  - Tour des Îles Féroé :
    - Classement général
    - 1re, 2e, 3e et 5e étapes

  -  Médaillé de bronze de la course en ligne des Jeux des Îles
- 2017
  -  Champion des Îles Féroé sur route
  -  Champion des Îles Féroé du contre-la-montre
  -  Médaillé d'or du contre-la-montre aux Jeux des Îles
  - Tour des Îles Féroé :
    - Classement général
    - 1re, 2e et 3e étapes

  - 2e du championnat du Danemark du contre-la-montre par équipes
  -  Médaillé d'argent du critérium aux Jeux des Îles
  - 3e de Skive-Løbet
  - 3e de Grand Prix Horsens
- 2019
  -  Champion du Danemark du contre-la-montre par équipes

## Classements mondiaux
| Année                                 | 2016  | 2017 | 2018  | 2019  |
| ------------------------------------- | ----- | ---- | ----- | ----- |
| Classement mondial                    | 2120e | 533e | 1626e | 3044e |
| UCI Europe Tour                       | 1418e | 296e | 1051e |       |
|                                       |       |      |       |       |
| Légende : nc = non classéSource : UCI |       |      |       |       |